# Edwin Soi
Edwin Cheruiyot Soi (né le 3 mars 1986 à Kericho) est un athlète kényan, spécialiste des courses de fond.

## Biographie
Il descend pour la première fois de sa carrière sous les 13 minutes sur 5 000 m en juillet 2006 à l'occasion du meeting Gaz de France de Paris-Saint-Denis, en établissant la marque de 12 min 52 s 40.
En 2008, dans l'épreuve du 5 000 m, le Kényan monte sur la troisième marche du podium des Jeux olympiques de Pékin, devancé par Kenenisa Bekele et Eliud Kipchoge. Il s'impose par la suite lors de la finale mondiale de l'athlétisme, à Stuttgart, devant Moses Ndiema Kipsiro et Micah Kogo.
Edwin Soi remporte l'épreuve du 5 000 m des championnats d'Afrique 2010, à Nairobi au Kenya, en distançant ses compatriotes Vincent Yator et Mark Kiptoo.
En début de saison 2012, il se classe troisième du 3 000 mètres lors des championnats du monde en salle d'Istanbul, derrière Bernard Lagat et Augustine Choge.
En juillet 2013, il remporte le 5 000 m du meeting Herculis de Monaco en 12 min 51 s 34, établissant un nouveau record personnel ainsi que la meilleure performance mondiale de l'année.
Le 28 novembre 2021 il remporte son premier marathon en 2 heures 09 minutes et 16 secondes à l'occasion du 30ème anniversaire du Marathon de La Rochelle, devançant notamment le recordman de l'épreuve John Komen. 

## Palmarès
| Date | Compétition                    | Lieu          | Résultat | Épreuve                 |
| ---- | ------------------------------ | ------------- | -------- | ----------------------- |
| 2006 | Championnats du monde de cross | Fukuoka       | 1er      | Cross court par équipes |
| 2006 | Finale mondiale                | Stuttgart     | 2e       | 3 000 m                 |
| 2006 | Finale mondiale                | Stuttgart     | 2e       | 5 000 m                 |
| 2007 | Championnats du monde de cross | Mombasa       | 1er      | Cross long par équipes  |
| 2007 | Finale mondiale                | Stuttgart     | 2e       | 3 000 m                 |
| 2007 | Finale mondiale                | Stuttgart     | 1er      | 5 000 m                 |
| 2008 | Championnats du monde en salle | Valence       | 4e       | 3 000 m                 |
| 2008 | Jeux olympiques                | Pékin         | 3e       | 5 000 m                 |
| 2008 | Finale mondiale                | Stuttgart     | 2e       | 3 000 m                 |
| 2008 | Finale mondiale                | Stuttgart     | 1er      | 5 000 m                 |
| 2009 | Finale mondiale                | Thessalonique | 7e       | 3 000 m                 |
| 2009 | Finale mondiale                | Thessalonique | 3e       | 5 000 m                 |
| 2010 | Championnats d'Afrique         | Nairobi       | 1er      | 5 000 m                 |
| 2010 | Coupe continentale             | Split         | 7e       | 5 000 m                 |
| 2012 | Championnats du monde en salle | Istanbul      | 3e       | 3 000 m                 |
| 2013 | Championnats du monde          | Moscou        | 5e       | 5 000 m                 |
| 2019 | Jeux africains                 | Rabat         | 4e       | 10 000 m                |
| 2021 | Marathon de La Rochelle        | La Rochelle   | 1er      | Marathon                |

### Records
| Épreuve       | Performance    | Lieu              | Date             |
| ------------- | -------------- | ----------------- | ---------------- |
| 1 500 m       | 3 min 44 s 76  | Alcalá de Henares | 18 juin 2005     |
| 3 000 m       | 7 min 27 s 55  | Doha              | 6 mai 2011       |
| 2 miles       | 8 min 14 s 10  | Eugene            | 4 juin 2011      |
| 5 000 m       | 12 min 51 s 34 | Monaco            | 19 juillet 2013  |
| 10 000 m      | 27 min 14 s 83 | Bruxelles         | 25 août 2006     |
| 10 km (route) | 27 min 46 s    | Marseille         | 1er mai 2006     |
| Marathon      | 2 h 09 min 16s | La Rochelle       | 28 novembre 2021 |